# 連線遊戲
連線遊戲,是可以在電腦上和玩家進行IP連線對戰及聊天的遊戲,多數要對方輸入IP和密碼,才能可以和玩家一起對戰。不過有些可以連線的遊戲可以不用和玩家輸入IP,也可以直接在伺服器同玩家對戰。但由於伺服器容納玩家人數非常多,可能產生「lag」的現象,隨時可能會中斷而彈房,不少玩家也遇到這種情況。

## 源自
連線遊戲來源確無參考，多數是來自3D立體格鬥遊戲，連線遊戲現時只限網上遊戲，但有些家用遊戲，包恬拳皇、生化危機、戰爭機器等等，也有得連線對戰。

## 影響
現今的網絡時代，有些免費網絡遊戲和需要付費的遊戲都有連線遊戲。連線遊戲可能會影響到全世界的網絡遊戲。北美網絡遊戲也流行連線遊戲，比起玩單機1P和2P對戰還更加好，中國大陸和香港網絡遊戲都出現連線遊戲。連線遊戲不只自己住的地方可以和其他人住的地方一起玩,還可以全世界人一起玩連線遊戲。

## 参看
- 多人遊戲